# 阿爾普科格爾山
47°36′50″N 15°51′44″E / 47.61381°N 15.86228°E
阿爾普科格爾山（德語：Alpkogel），是奧地利的山峰，位於該國東部，處於下奧地利州和施泰爾馬克州接壤的邊界，屬於穆爾以東前阿爾卑斯山脈的一部分，海拔高度1,414米，每年平均降雨量1,409毫米。